# 日本CISO協会
一般社団法人日本CISO協会（Japan CISO Association）は、企業におけるセキュリティ管理者の必要性、意義、 そして、最新のIT環境におけるセキュリティ、コンプライアンス、RM（リスクマネジメント）を考え議論し情報発信する ことを目的として設立された一般社団法人。設立日2013年2月22日。

## 事業概要
- CISOに必要とされる情報提供・発信
- -IT セキュリティの最新動向
- -IT 内部統制とISMS、P マークとの関連
- -導入・維持・運用等の事例紹介
- -ISMS、プライバシーマーク、PCI DSS 等の導入、維持、管理
- -ISO27001、PCI DSS 等の規格の最新版情報提供・対応方法
- -IT コンプライアンスー法律、ガイドラインの最新情報・対応方法
- -管理者・推進担当者向けセキュリティの考え方
- -新しいIT 技術（ツイッター、iPad、クラウド等）とそのセキュリティ対応
- -企業活動とISMS、プライバシーマーク等の意義と有効性
- -各種新しい法律・ガイドラインの情報提供
- -海外動向
- CISO向け 119番サービス
- 会員限定情報共有サービス
- 日本CISO協会認定資格制度
- 日本CISO協会認定ガイドラインの提言